# Mögglingen
Mögglingen ist eine Gemeinde im Ostalbkreis in Baden-Württemberg. Sie gehört zur Region Ostwürttemberg und zur Randzone der europäischen Metropolregion Stuttgart.

## Geographie

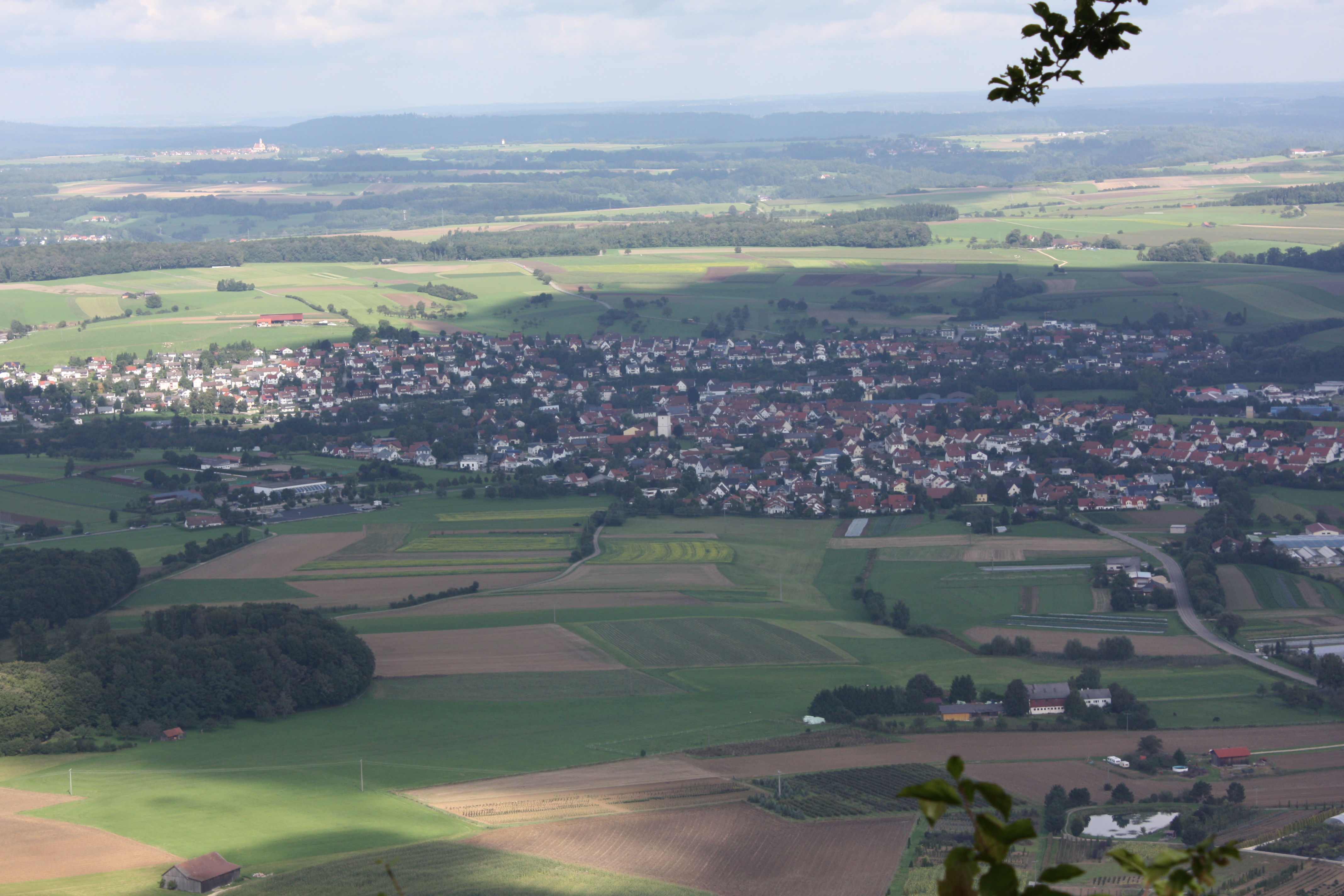
Mögglingen vom Rosenstein aus gesehen

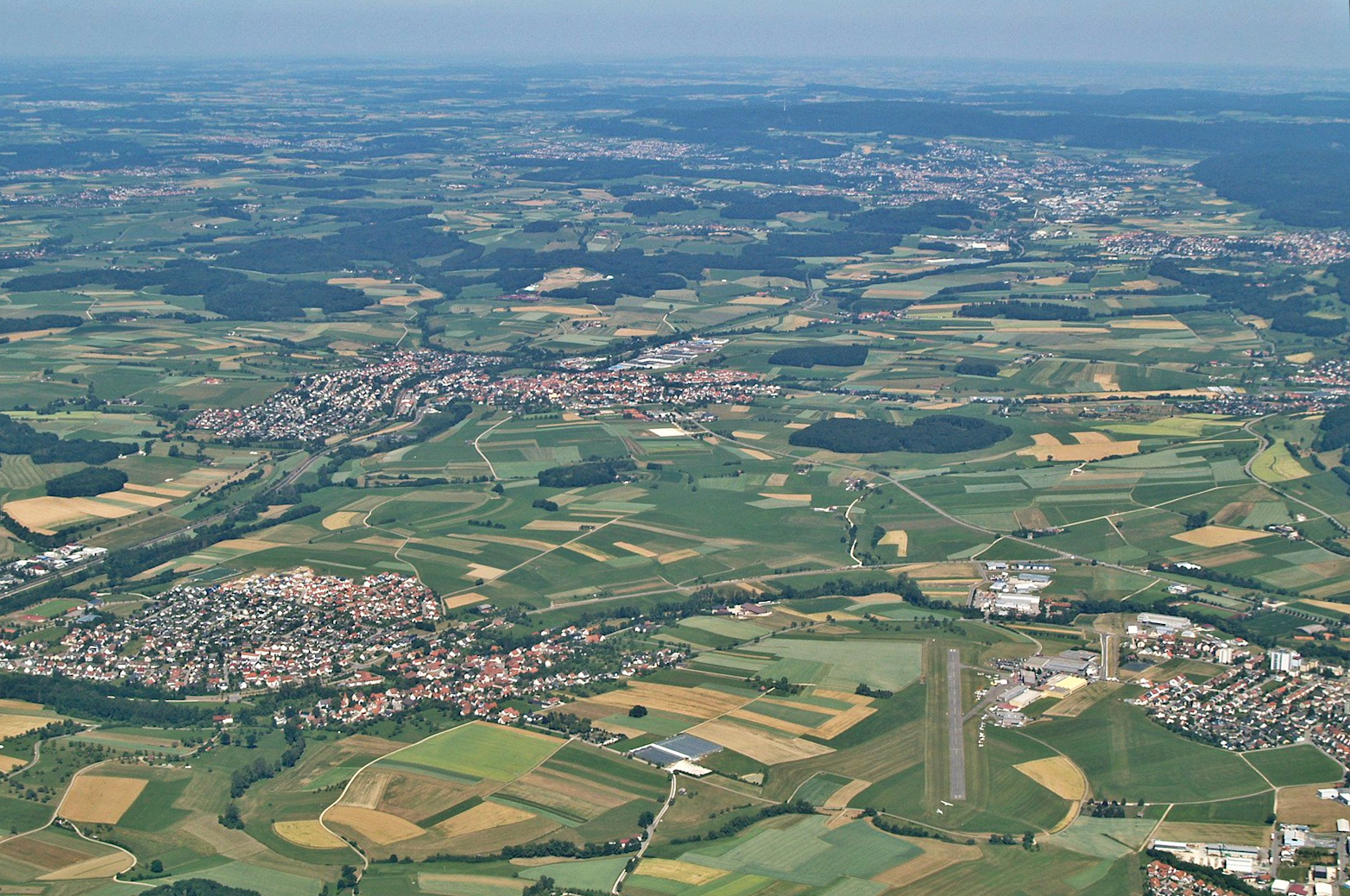
Blick nach Ostnordosten auf Mögglingen in der linken Bildmitte. Der Ort wird von rechts oben nach links unten von der Rems durchzogen, der erst rechtsseits am Ortsanfang der Ammersbach, dann im Ort linksseits die Lauter zumündet.

### Geographische Lage
Mögglingen liegt in 398 bis 475 Meter Höhe im Vorland der östlichen Schwäbischen Alb im oberen Tal der Rems zwischen der Kreisstadt Aalen (11 km im Osten) und der Stadt Schwäbisch Gmünd (13 km im Westen).

### Nachbargemeinden
Die Gemeinde grenzt im Norden an Heuchlingen, im Osten an Essingen, im Süden an die Stadt Heubach und im Westen an Böbingen an der Rems.

### Gemeindegliederung
Zur Gemeinde Mögglingen gehören das Dorf Mögglingen, der Weiler Hermannsfeld und die Höfe Christenhof, Gollenhof und Sternhof sowie die abgegangenen Ortschaften Hegeloch, Sulzbach und Stöckach.

### Flächenaufteilung
Nach Daten des Statistischen Landesamtes, Stand 2014.

## Geschichte
Die erste urkundliche Erwähnung von Mögglingen erfolgte im Jahre 1143. Der Ort gehörte lange zum Landgebiet der Reichsstadt Schwäbisch Gmünd. Als diese aufgrund des Reichsdeputationshauptschlusses 1803 an das Kurfürstentum Württemberg fiel, wurde auch Mögglingen württembergisch. Bei der Umsetzung der neuen Verwaltungsgliederung im 1806 gegründeten Königreich Württemberg wurde Mögglingen dem Oberamt Gmünd zugeordnet. Bei der Kreisreform während der NS-Zeit in Württemberg gelangte Mögglingen 1938 zum Landkreis Gmünd. 1945 wurde der Ort Teil der Amerikanischen Besatzungszone und gehörte somit zum neu gegründeten Land Württemberg-Baden, das 1952 im jetzigen Bundesland Baden-Württemberg aufging. Als der Landkreis Schwäbisch Gmünd durch die Kreisreform 1973 aufgelöst wurde, ging Mögglingen an den neuen Ostalbkreis.

### Einwohnerentwicklung
- 1871: 1003 Einwohner
- 1900: 1058 Einwohner
- 1933: 1443 Einwohner
- 1950: 2150 Einwohner
- 1961: 2564 Einwohner
- 1970: 2933 Einwohner
- 1987: 3316 Einwohner
- 1991: 3567 Einwohner
- 1995: 3728 Einwohner
- 2000: 3884 Einwohner
- 2005: 4167 Einwohner
- 2010: 4165 Einwohner
- 2015: 4173 Einwohner

### Christentum

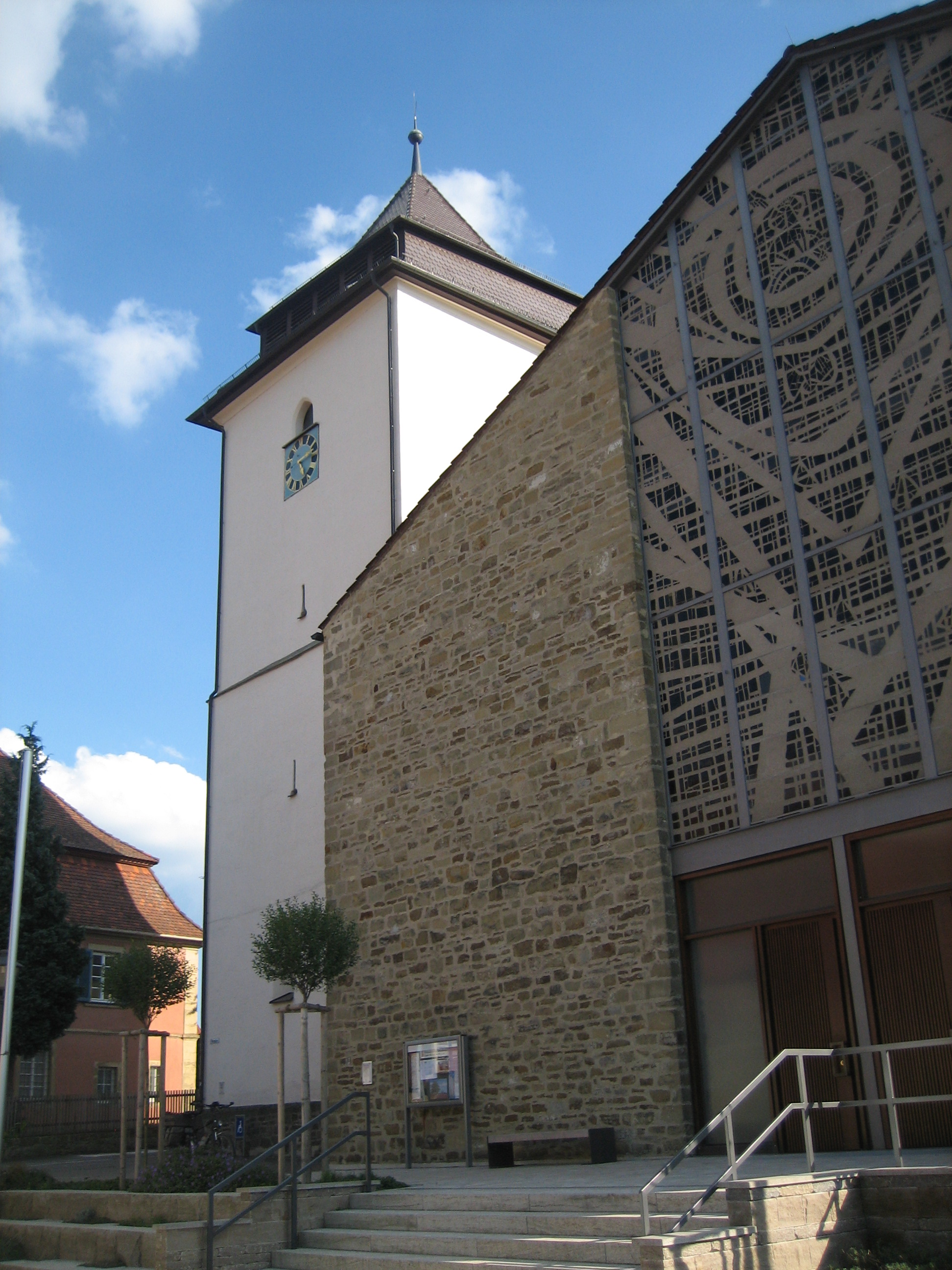
Katholische Kirche St. Petrus und Paulus

Mögglingen blieb auch nach Einführung der Reformation in Württemberg katholisch, da der Großteil der Güter Bürgern und Klöstern der katholisch gebliebenen freien Reichsstadt Gmünd gehörte. Die Gläubigen sind heute in die römisch-katholische Kirchengemeinde St. Petrus und Paulus eingepfarrt. Eine evangelische Kirche wurde erst 1968 errichtet. Sie gehört zur Kirchengemeinde Oberböbingen.

### Konfessionsstatistik
Gemäß dem Zensus 2011 waren 22,0 % der Einwohner evangelisch, 56,5 % römisch-katholisch und 21,5 % waren konfessionslos, gehörten einer anderen Glaubensgemeinschaft an oder machten keine Angabe. Die Zahl der Protestanten und Katholiken ist seitdem gesunken. Ende Juni 2019 waren von den Einwohnern 20 % evangelisch, 50 % römisch-katholisch und 30 % sind konfessionslos oder gehören einer anderen Religionsgemeinschaft an.

## Politik

### Verwaltungsgemeinschaft
Die Gemeinde ist ein Mitglied der Verwaltungsgemeinschaft Rosenstein mit Sitz in Heubach.

### Gemeinderat
Dem Gemeinderat besteht aus 14 gewählten ehrenamtlichen Mitgliedern, deren Amtszeit fünf Jahre beträgt, sowie dem Bürgermeister als ebenfalls stimmberechtigtem Vorsitzenden. Die letzte Wahl am 9. Juni 2024 brachte folgendes Ergebnis:
| Liste                                          | Stimmenanteil | Sitze  |
| ---------------------------------------------- | ------------- | ------ |
| Freie und Unabhängige Mögglinger Bürger (FUMB) | 32,4 %        | 5      |
| Aktive Mögglinger-SPD (AM-SPD)                 | 28,9 %        | 4      |
| Zukunft für Mögglingen (ZfM)                   | 24,5 %        | 3      |
| Vielfalt.Freiheit.Miteinander (VFM)            | 14,1 %        | 2      |
| Gesamt                                         | 100 %         | 14     |
| Wahlbeteiligung                                | 66,8 %        | 66,8 % |

### Bürgermeister
- 1990–2014: Ottmar Schweizer
- seit 2014: Adrian Schlenker. Schlenker wurde im Februar 2014 im zweiten Wahlgang mit 59,05 % der Stimmen gewählt[8] und im Februar 2022 im ersten Wahlgang mit 67,65 % der Stimmen im Amt bestätigt.[9]

### Wappen
Blasonierung: Ein schwarzer Brackenkopf (Brackenhaupt) auf weißem (silberfarbenem) Grund mit heraushängender Zunge.

### Partnerschaften
Mögglingen unterhält seit 1991 partnerschaftliche Beziehungen zu Saleux in der Nähe von Amiens in der Picardie in Frankreich.

## Kultur und Sehenswürdigkeiten

### Remstal-Gartenschau 2019

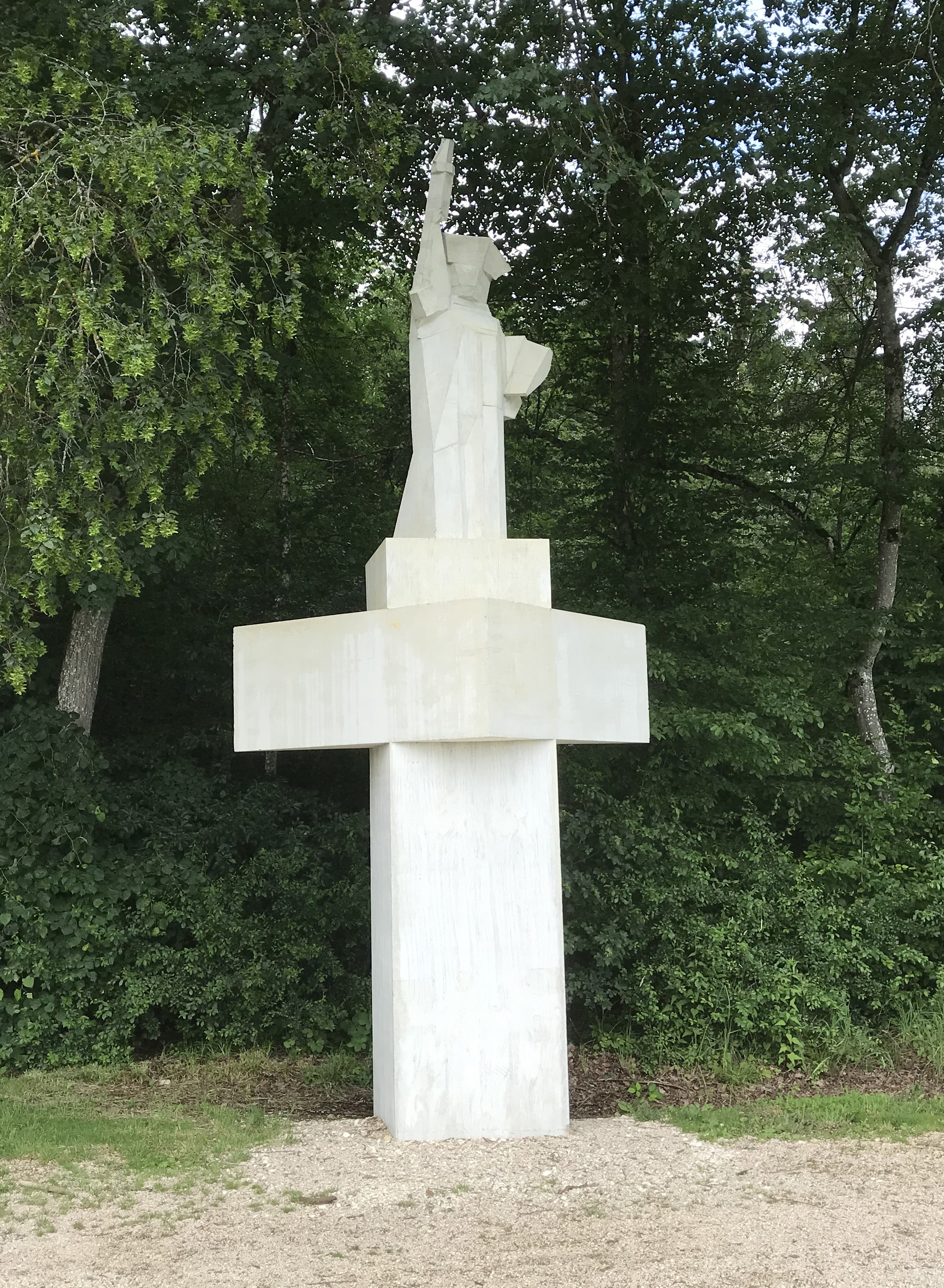
Libertas-Statue

Vom 10. Mai bis 20. Oktober 2019 fand im Remstal ein Grünprojekt des Landes Baden-Württemberg statt, an dem sich auch Mögglingen beteiligt. Diese Remstal-Gartenschau 2019 gehört zu den „kleinen“ Gartenschauen, die sich jährlich mit den Landesgartenschauen abwechseln.
In diesem Zusammenhang wurde das Remsufer beim Zulauf der Lauter als „Remsaue“ neu gestaltet. Auf der Anhöhe nördlich der Gemeinde westlich des Limesparkplatzes an der Landesstraße L1158 Richtung Heuchlingen wurde auf 370 m ü. NHN ein Aussichtsturm errichtet.
An den „16 Stationen“, dem Architekturprojekt der Gartenschau, beteiligte sich Mögglingen mit einer „Freiheitsstatue“. Diese stellt die römische Göttin Libertas dar und erinnert an den römischen Limes, der früher nördlich von Mögglingen verlief. Sie ist aber auch eine Reminiszenz an eine verkleinerte Kopie der New Yorker Freiheitsstatue, die jahrelang Symbol für den Wunsch der Mögglinger nach einer Umgehungsstraße war und bis zu deren Fertigstellung im Frühjahr 2019 an der (alten) Bundesstraße 29 stand. Die Libertas-Statue wurde nach langen Querelen mit dem Architekten westlich vom Aussichtsturm an einer entlegenen Stelle  am Waldrand aufgestellt.

### Vereine
In Mögglingen sind rund 24 Vereine tätig. Die mitgliederstärksten sind der Turnverein Mögglingen (1.863 Mitglieder), der Musikverein Mögglingen (544) und der FC Stern Mögglingen (428).

### Museen
Früher gab es das Museum historischer und aerodynamischer Fahrzeuge. Es stellte alte Autos aus.

## Wirtschaft und Infrastruktur

### Verkehr
Regionalbahn-Züge auf der Remsbahn (Stuttgart–Aalen) sowie die Bundesstraße 29 (Waiblingen–Nördlingen) verbinden Mögglingen mit den überregionalen Verkehrsnetzen. Der nächste Autobahnanschluss ist die Anschlussstelle 115 (Aalen/Oberkochen) der Bundesautobahn 7 in ca. 21 km Entfernung über die B 29 Richtung Aalen und die L 1084. Die 3,7 km lange vierspurige Ortsumfahrung Mögglingen im Verlauf der B 29 wurde am 27. April 2019 eröffnet, die Kosten liegen bei knapp 119 Millionen Euro.
Der Öffentliche Personennahverkehr wird durch die Verkehrskooperationen OstalbMobil sichergestellt.
Durch eine Alltagsroute aus dem Radnetz Baden-Württemberg ist Mögglingen über Böbingen mit Schwäbisch Gmünd und in der anderen Richtung über Essingen mit Aalen verbunden. Durch Mögglingen verläuft als Landes-Radfernweg der Remstal-Radweg. Er führt ab Aalen über Essingen und Schwäbisch Gmünd zur Mündung der Rems in den Neckar in Remseck und von dort weiter durch Fellbach und Kernen im Remstal nach Weinstadt. Durch den Ort führt außerdem der Deutsche Limes-Radweg. Er folgt dem Obergermanisch-Raetischen Limes über 818 km von Bad Hönningen am Rhein nach Regensburg an der Donau.
Mögglingen ist Mitglied der AGFK (Arbeitsgemeinschaft Fahrrad- und Fußverkehrsfreundlicher Kommunen) in Baden-Württemberg.

### Bildung
Mit der Limesschule verfügt Mögglingen über eine Grund- und Hauptschule mit Werkrealschule. Zudem gibt es zwei römisch-katholische Kindergärten.

## Persönlichkeiten

### Söhne und Töchter der Gemeinde
- Anton Vogt (1891–1976), Politiker (NSDAP)
- Joe Bauer (* 1954), Journalist und Autor

### Personen, die mit der Gemeinde in Verbindung stehen
- Carl-Uwe Steeb (* 1967), ehemaliger Tennisprofi, wuchs in Mögglingen auf.
- Steffen Dangelmayr (* 1978), Fußballspieler, u. a. beim VfB Stuttgart, entstammt der Jugendabteilung des FC Stern Mögglingen